# 甲山郡
甲山郡（：／ Kapsan gun */?）是朝鮮民主主義人民共和國兩江道東南部的一個郡，位於蓋馬高原中的甲山盆地。虛川江流經。面積1,075.628平方公里，2008年人口70,611人。下分1邑、4勞動者區、20里。

## 歷史
1390年稱甲州，1413年始稱甲山郡，屬永吉道。1460年升格為都護府。1895年升為府，為二十三府之一，翌年府制被廢，被降為咸鏡南道甲山郡。1954年被劃入兩江道。
歷史上與三水郡合稱「三水甲山」，與濟州島同為邊疆、流放之地。朝鮮抗日時期在當地活動的共產黨成員形成了後來朝鮮勞動黨的「甲山派」。